# 18-летняя девственница
«18-летняя девственница» (англ. 18-Year-Old Virgin) — американская кинокомедия 2008 года режиссёра Тамары Олсон.

## Сюжет
Кэти уже 18 лет и скоро у неё выпускной бал. Сверстники дразнят девушку, так как все её друзья, в отличие от неё, давно распрощались с девственностью. Постепенно мысли об этом становятся слишком навязчивыми, и девушка решает начать активный поиск своего первого сексуального партнёра.

## В ролях
- Оливия Мэй — Кэти Пауэрс
- Лорен Уолш — Роза
- Тодд Ли — Спенсер
- Дастин Хэрниш — Райан Ламберт
- Кармен Моралес — Челси
- Дэниэл Сайкес — Джереми
- Джонатан Майкл Траутмэнн — Маршалл
- Робби Хенке — Cisco
- Сет Кэссел — Сет
- Коллен Дрю Хендерсон — Чак